# Vereinigte Filzfabriken
Die Vereinigte Filzfabriken AG (VFG) in Giengen an der Brenz ist ein börsennotiertes Unternehmen zur Herstellung von Filz, es ist Teil der FFF Group.

## Hintergrund
Vorgänger der VFG war die 1858 von dem 20-jährigen Hans Haehnle gegründete Württembergische Wollfilzmanufaktur. Er heiratete 1871 seine Cousine Lina Hähnle, die den Bund für Vogelschutz (BfV) gründete, den Vorgänger des Naturschutzbundes Deutschland. Unter ihrem Einfluss baute er Werkswohnungen und errichtete eine freiwillige Betriebskrankenkasse sowie eine Kinderkrippe für seine Angestellten.
Nach dem Aufkauf von drei weiteren Filzfabriken in Augsburg, Lambrecht (Pfalz) und Neidenfels erfolgte 1881 die Umwandlung in eine Aktiengesellschaft unter der Firma Vereinigte Filzfabriken AG. Zu den Kunden zählten Margarete Steiff (eine Verwandte der Hähnles) und später auch Joseph Beuys.
Im Jahr 1922 erfolgte die Zusammenlegung der inzwischen sechs Produktionsstandorte in Gerschweiler südlich von Giengen. Seit 1968 besitzt die Filzfabrik Fulda bzw. die Wirth Fulda GmbH (Wirth-Gruppe) die Aktienmehrheit. 1969 ging das Unternehmen an die Börse; die Aktien wurden in München und Stuttgart amtlich notiert und werden dort heute im regulierten Markt gehandelt. Mit der Wirth Fulda GmbH, die direkt und indirekt knapp 97 % der Aktien hält, besteht ein Beherrschungs- und Gewinnabführungsvertrag; die Kleinaktionäre erhalten eine Ausgleichszahlung von 18,61 Euro pro Jahr.
Die VFG beliefert heute Unternehmen aus mehr als 80 Branchen im In- und Ausland.